# Breitling
Breitling er en schweizisk producent af armbåndsur. Med hovedkvarter i Grenchen, og grundlagt i Saint-Imier, har selskabet producert ure og armbåndsur næsten kontinuerlig siden 1884. Breitling producerer hovedsagelig kronometer-certifiserede ure med pilot- og luftfartsindspireret design. Hovedvægten ligger på relativt store ure, gerne med kronograf. Breitling leverer både mekaniske- og quartzure.
Alle Breitlings ure er produceret i Schweiz, med hovedsagelig schweiziske komponenter. Urværkerne er ofte indkøbt fra ETA og Valjoux, og tilpasset og/eller udsmykket i Breitlings egne værksteder. Alle urværker som benyttes i Breitlings ure gennemgår en kronometercertifisering hos COSC. F.o.m 2009 blev Breitling en såkaldt manufacture, da de laver et kronograf-urværk som er fuldstændig tegnet, produceret og sammensat på egne fabrikker, kaliber BO1.